# Lippertsgrün
Lippertsgrün ist ein Gemeindeteil der Stadt Naila im oberfränkischen Landkreis Hof in Bayern. Die Gemarkung Lippertsgrün hat eine Fläche von 4,283 km². Sie ist in 842 Flurstücke aufgeteilt, die eine durchschnittliche Flurstücksfläche von 5086,19 m² haben. In ihr liegen neben dem namensgebenden Ort die Gemeindeteile Froschbach, Pechreuth (zum Teil) und Weidstaudenmühle.

## Geografie
Das Kirchdorf liegt im östlichen Frankenwald nordwestlich des Lippertsgrüner Baches, der über die Culmitz in die Selbitz mündet. Die Kreisstraße HO 28 führt nach Straßdorf zur Staatsstraße 2194 (2,1 km südwestlich) bzw. zur Bundesstraße 173 (2,4 km östlich). Gemeindeverbindungsstraßen führen nach Froschbach (1,1 km nordwestlich) und nach Dürrnberg (2,4 km südlich).

## Geschichte

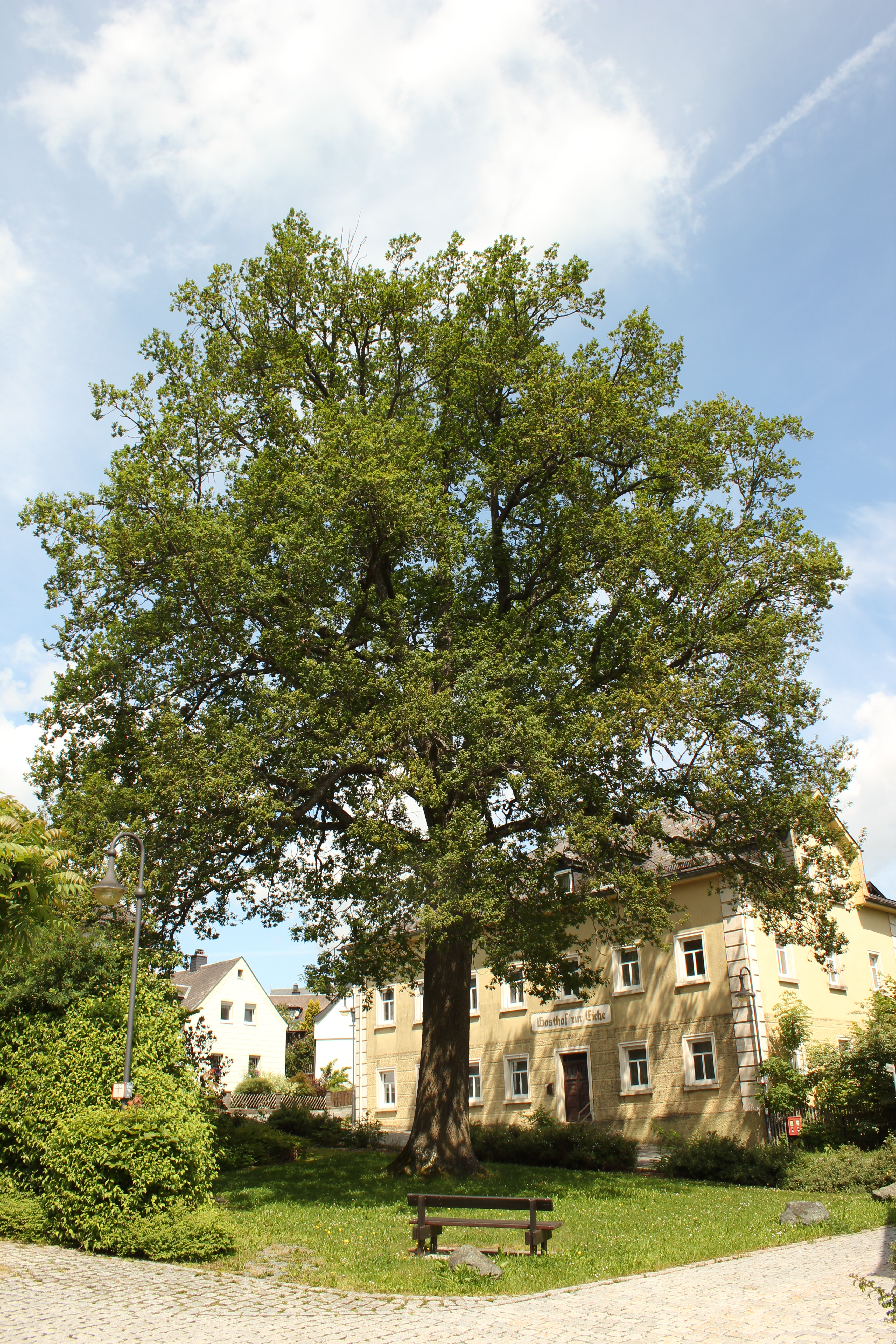
Die 1871 gepflanzte Friedenseiche

Der Ort wurde 1407 als „Liphartsgrün“ erstmals urkundlich erwähnt. Er war damals als Teil der Herrschaft Schwarzenbach ein Freieigen der Herren von Wildenstein. 1427 trug Georg von Wildenstein das Dorf dem Markgraf Friedrich von Brandenburg zu Lehen auf. Dem folgten 1493 und schließlich 1523 weitere Teile der Herrschaft Schwarzenbach. Die Herren von Reitzenstein erwarben sich im Jahr 1464 von den Markgrafen diese Besitzungen; somit kam auch Lippertsgrün in ihren Besitz. Im Jahr 1557 wurde von Thomas Dietrich von Reitzenstein ein Schloss als Rittersitz errichtet, das später abbrannte und abgerissen wurde. Das heute bestehende Gebäude stammt aus dem 19. Jahrhundert.
Zur Realgemeinde Lippertsgrün gehörte Froschbach, Pechreuth (zum Teil) und Weidstaudenmühle. Gegen Ende des 18. Jahrhunderts bestand Lippertsgrün aus 40 Anwesen. Die Hochgerichtsbarkeit sowie die Dorf- und Gemeindeherrschaft hatten das bayreuthische Verwaltungsamt Schwarzenbach am Wald, das Rittergut Schwarzenstein, Rittergut Schwarzenbach und das Rittergut Lippertsgrün gemeinsam inne. Grundherren waren
- das Verwaltungsamt Schwarzenbach: 1 Mühle, 4 Halbhöfe, 6 Güter, 3 Gütlein, 6 Häuser, 4 Tropfhäuser;
- das Rittergut Lippertsgrün: 4 Güter, 4 Gütlein, 1 halbes Haus, 6 Tropfhäuser;

Herrschaftlicher Besitz war ein Haus und eine Brauerei (zu diesem Zeitpunkt noch nicht wieder aufgebaut).
Von 1797 bis 1810 unterstand Lippertsgrün dem Justiz- und Kammeramt Naila. Infolge des Ersten Gemeindeedikts wurde Lippertsgrün dem 1812 gebildeten Steuerdistrikt Culmitz zugewiesen. Zugleich entstand die Ruralgemeinde Lippertsgrün mit den Orten Froschbach, Pechreuth und Weidstaudenmühle. Sie war in Verwaltung und Gerichtsbarkeit dem Landgericht Naila zugeordnet und in der Finanzverwaltung dem Rentamt Lichtenberg (1919 in Finanzamt Lichtenberg umbenannt, seit 1955 Finanzamt Naila). Ab 1862 gehörte Lippertsgrün zum Bezirksamt Naila (1939 in Landkreis Naila umbenannt). Die Gerichtsbarkeit blieb beim Landgericht Naila (1879 in Amtsgericht Naila umgewandelt). 1964 hatte die Gemeinde eine Gebietsfläche von 4,173 km². Im Zuge der Gebietsreform in Bayern wurde die Gemeinde am 1. Mai 1978 nach Naila eingemeindet.

### Ehemalige Baudenkmäler
- Martin-Luther-Kirche, 1951 nach Entwurf von Martin Klostermayer (Naila) errichtet.[13]
- Haus Nr. 13: Eingeschossiges, verputzt massives Satteldachhaus des späten 17. oder frühen 18. Jahrhunderts, mit Kellerstallanbau und Schleppdach (Hanglage); Giebel mit geteilter Schalung. Baufällig.[13]
- Haus Nr. 31: Ehemaliges Schulhaus. Zweigeschossiges, verputzt massives Walmdachhaus, zwei zu fünf Achsen; der Scheitelstein über der Tür bezeichnet „JNH 1835“ (=Johann Nikol Horn).[13]
- Haus Nr. 43: Eingeschossiges, verputzt massives Kleinhaus mit Satteldach, spätes 18. oder frühes 19. Jahrhundert, Fachwerkgiebel, obere Hälfte verbrettert.[13]
- Haus Nr. 44: Eingeschossiges, verputzt massives Kleinhaus mit Satteldach, erstes Drittel des 19. Jahrhunderts, Giebeldreieck in der oberen Hälfte verbrettert. Haustür mit Empiredekor (Füllungen mit Stern- und Vasenrelief).[13]
- Haus Nr. 45: Ehemaliges Rittergut. 1557 durch Dietrich von Reitzenstein errichtet. Der bestehende Bau im 19. Jahrhundert erneuert. – Schlichtes, eingeschossiges Satteldachhaus, verputzt massiv, drei zu fünf Achsen.[13]

### Naturdenkmäler
Im Jahr 1871 pflanzten zehn Rückkehrer aus dem Deutsch-Französischen Krieg im Ortszentrum von Lippertsgrün die Friedenseiche, die noch steht und ein Naturdenkmal ist.

### Einwohnerentwicklung
Gemeinde Lippertsgrün
| Jahr      | 1819  | 1840   | 1852   | 1855   | 1861   | 1867   | 1871   | 1875   | 1880   | 1885   | 1890   | 1895   | 1900   | 1905   | 1910   | 1919   | 1925   | 1933   | 1939   | 1946   | 1950   | 1952   | 1961   | 1970   |
| Einwohner | 349   | 486    | 526    | 532    | 573    | 604    | 573    | 595    | 590    | 602    | 530    | 569    | 554    | 582    | 586    | 565    | 601    | 607    | 584    | 772    | 802    | 771    | 717    | 638    |
| Häuser    |       |        |        |        |        |        | 72     |        |        | 76     | 77     |        | 84     |        |        |        | 99     |        |        |        | 119    |        | 135    |        |
| Quelle    | [ 9 ] | [ 16 ] | [ 16 ] | [ 16 ] | [ 17 ] | [ 18 ] | [ 19 ] | [ 20 ] | [ 21 ] | [ 22 ] | [ 23 ] | [ 16 ] | [ 24 ] | [ 16 ] | [ 25 ] | [ 16 ] | [ 26 ] | [ 16 ] | [ 16 ] | [ 16 ] | [ 27 ] | [ 16 ] | [ 10 ] | [ 28 ] |

Ort Lippertsgrün
| Jahr      | 001799 | 001819 | 001861 | 001871 | 001885 | 001900 | 001925 | 001950 | 001961 | 001970 | 001987 |
| Einwohner | 197    | 277    | 169    | 499    | 519    | 488    | 542    | 740    | 657    | 602    | 493    |
| Häuser    | 36     |        |        |        | 64     | 71     | 86     | 107    | 123    |        | 159    |
| Quelle    | [ 29 ] | [ 9 ]  | [ 17 ] | [ 19 ] | [ 22 ] | [ 24 ] | [ 26 ] | [ 27 ] | [ 10 ] | [ 28 ] | [ 1 ]  |

## Religion
Lippertsgrün ist seit der Reformation evangelisch-lutherisch geprägt und war ursprünglich nach Schwarzenbach am Wald gepfarrt. Im Jahr 1951 bekam der Ort eine Kirche, die 2001 den Namen Martin-Luther-Kirche erhielt, und wurde eine eigene Kirchengemeinde. Die Kirchengemeinde Lippertsgrün bildet seit 2001 eine gemeinsame Pfarrei mit der Kirchengemeinde Döbra, wo sich der Sitz der Pfarrei befindet.

## Kultur
Der Sportverein TuS 1902 Lippertsgrün besitzt eine Fußball-, eine Schützen- und eine Karnevalsabteilung. An der Friedenseiche wird alle zwei Jahre das Dorffest gefeiert.

## Persönlichkeiten
- Rainer Hennig (* 1945), von 1991 bis 2001 Umweltbeauftragter der Evangelisch-Lutherischen Kirche in Bayern